# Gubernia

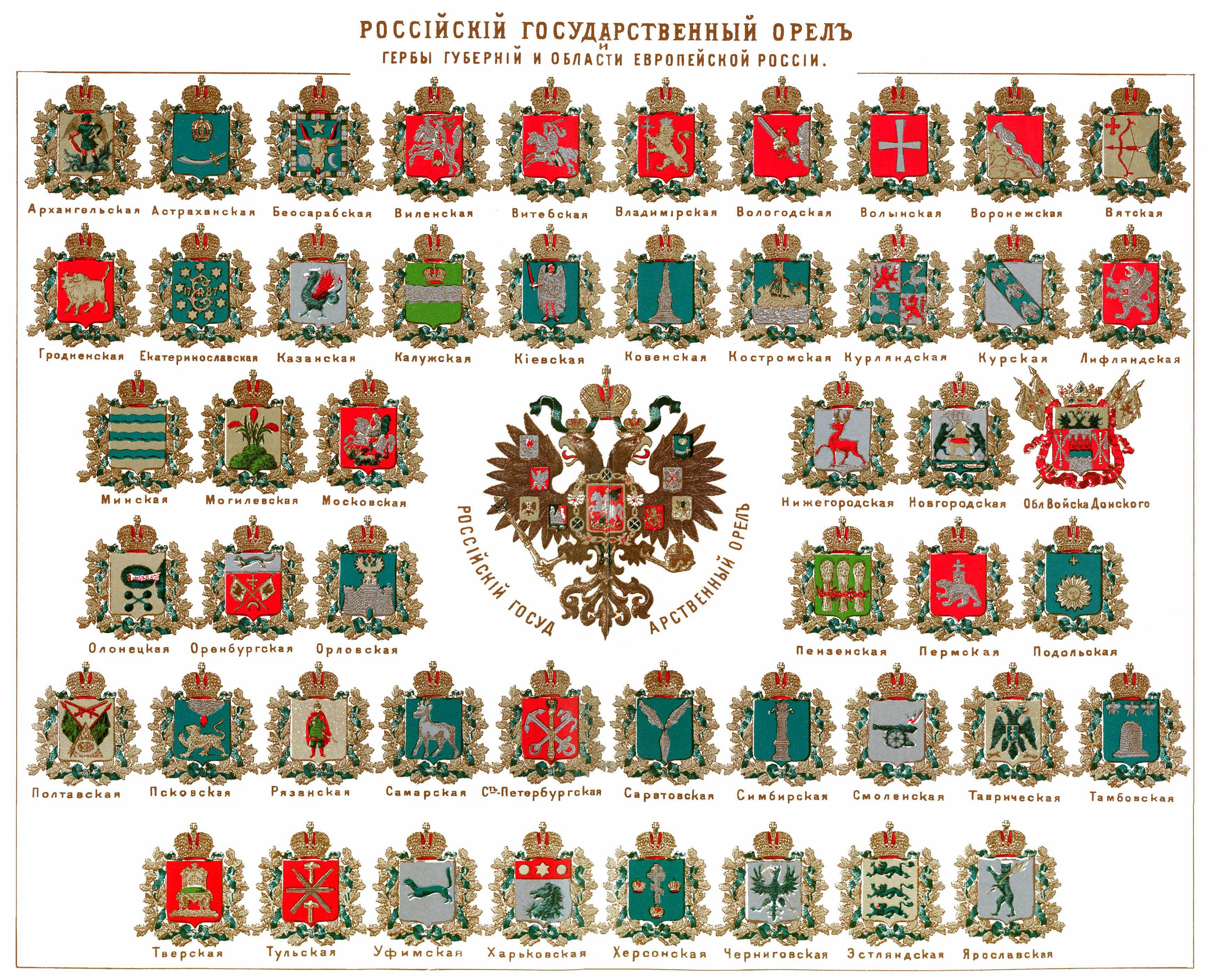
Brasões de armas das gubernias do Império Russo (1890-1907).

Governadoria, gubernia, província ou governo (russo:  губе́рния; IPA: [ɡʊˈbʲɛrnʲɪjə], também romanizada guberniia, guberniya; em ucraniano:  губернія, transl. huberniia), foi uma importante e principal subdivisão administrativa do Império Russo. Depois do desmantelamento do império pela revolução, permaneceram como subdivisões na Bielorrússia, na República Russa, na Ucrânia e na União Soviética desde sua formação até 1929. Era chefiado por um governador (губернатор), uma palavra emprestada do latim gubernator, por sua vez do grego κυβερνήτης.
As gubernias selecionadas foram unidas sob um governador geral designado, como o Grão-Ducado da Finlândia, a Polônia do Congresso, o Turquestão Russo e outros. Também havia governadores militares como Kronstadt, Vladivostoque e outros. Além das gubernias, outros tipos de divisões eram oblasts (região) e okrugs (distrito).

## Gubernias da Polônia e Finlândia

Subdivisões do Império Russo em 1897 (gubernias)

O sistema de governadoria (russo: губе́рния, polonês: gubernia, sueco: län, finlandês: lääni) também foi aplicado às subdivisões do Reino da Polônia ("Polônia russa") e do Grão-Ducado da Finlândia.

## Gubenias da Ucrânia

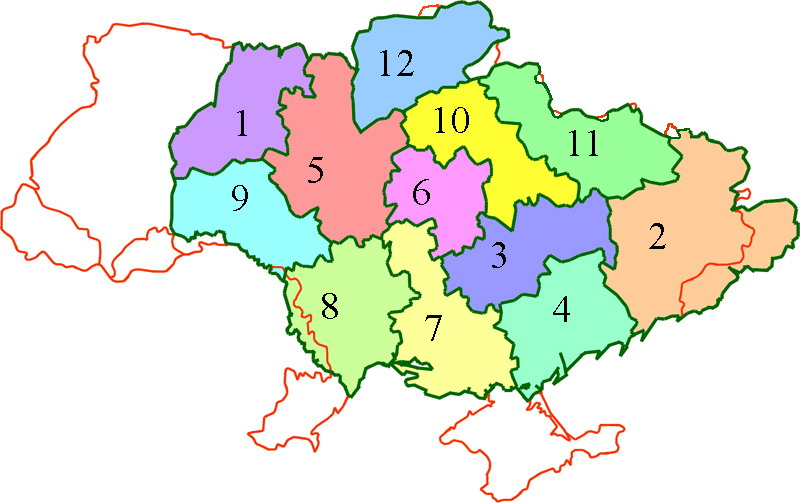
Gubernias da RSS da Ucrânia (1921)

O Império Russo colonizou grande parte do território habitado por ucranianos no início do século XIX, que foi organizado em nove gubernias ucranianas: Chernigov (Chernihiv), Yekaterinoslav (Katerynoslav), Kiev (Kyiv), Carcóvia (Kharkiv), Kherson, Podólia (Podillia), Poltava, Volínia (Volyn), e a parte continental de Táurida (ou Tavriia, sem a península da Crimeia). Outras terras anexadas da Polônia em 1815 foram organizadas na Gubernia de Colme em 1912.
Após a Revolução de 1917, essas gubernias tornaram-se subdivisões da República Popular da Ucrânia, que também anexou partes habitadas pela Ucrânia das gubernias de Mahilioŭ, Kursk, Voronej e Minsk em 1918. No final da Guerra Soviético-Ucraniana em 1920, os soviéticos as tornaram parte da RSS ucraniana. A Ucrânia soviética foi reorganizada em doze gubernias, que foram reduzidas a nove em 1922, e depois substituídas por okruhas em 1925.